# Simhopp vid världsmästerskapen i simsport 2024 – Herrarnas 1 meter svikt
Herrarnas 1 meter svikt i simhopp vid världsmästerskapen i simsport 2024 avgjordes den 3 februari 2024 i Hamad Aquatic Centre i Doha i Qatar.
Mexikanske Osmar Olvera tog guld, australiske Li Shixin tog silver och brittiske Ross Haslam tog brons.

## Resultat
Kvalet startade klockan 10:02. Finalen startade klockan 19:02.
Grön bakgrund betyder att simhopparen gick vidare till finalen
| Placering | Simhoppare          | Nationalitet            | Kval   | Kval      | Final            | Final            |
| Placering | Simhoppare          | Nationalitet            | Poäng  | Placering | Poäng            | Placering        |
| --------- | ------------------- | ----------------------- | ------ | --------- | ---------------- | ---------------- |
| 1         | Osmar Olvera        | Mexiko                  | 406,30 | 1         | 431,75           | 1                |
| 2         | Li Shixin           | Australien              | 379,95 | 3         | 395,70           | 2                |
| 3         | Ross Haslam         | Storbritannien          | 373,90 | 5         | 393,10           | 3                |
| 4         | Giovanni Tocci      | Italien                 | 385,05 | 2         | 388,75           | 4                |
| 5         | Lorenzo Marsaglia   | Italien                 | 342,90 | 11        | 378,25           | 5                |
| 6         | Kurtis Mathews      | Australien              | 367,90 | 7         | 372,90           | 6                |
| 7         | Gwendal Bisch       | Frankrike               | 330,10 | 12        | 352,55           | 7                |
| 8         | Danylo Konovalov    | Ukraina                 | 356,90 | 8         | 349,55           | 8                |
| 9         | Lyle Yost           | USA                     | 354,30 | 9         | 347,25           | 9                |
| 10        | Sebastián Morales   | Colombia                | 350,70 | 10        | 340,60           | 10               |
| 11        | Zheng Jiuyuan       | Kina                    | 378,60 | 4         | 334,35           | 11               |
| 12        | Juan Celaya         | Mexiko                  | 373,70 | 6         | 324,15           | 12               |
| 13        | Lars Rüdiger        | Tyskland                | 328,55 | 13        | Gick inte vidare | Gick inte vidare |
| 14        | Jules Bouyer        | Frankrike               | 321,35 | 14        | Gick inte vidare | Gick inte vidare |
| 15        | Frank Rosales       | Kuba                    | 317,40 | 15        | Gick inte vidare | Gick inte vidare |
| 16        | Luis Moura          | Brasilien               | 315,40 | 16        | Gick inte vidare | Gick inte vidare |
| 17        | Kyrylo Azarov       | Ukraina                 | 311,80 | 17        | Gick inte vidare | Gick inte vidare |
| 18        | Mohamed Noaman      | Egypten                 | 305,65 | 18        | Gick inte vidare | Gick inte vidare |
| 19        | Yi Jae-gyeong       | Sydkorea                | 295,45 | 19        | Gick inte vidare | Gick inte vidare |
| 20        | David Ekdahl        | Sverige                 | 293,10 | 20        | Gick inte vidare | Gick inte vidare |
| 21        | Mohamed Farouk      | Egypten                 | 292,55 | 21        | Gick inte vidare | Gick inte vidare |
| 22        | Dariush Lotfi       | Österrike               | 292,30 | 22        | Gick inte vidare | Gick inte vidare |
| 23        | Kai Kaneto          | Japan                   | 290,55 | 23        | Gick inte vidare | Gick inte vidare |
| 24        | David Ledinski      | Kroatien                | 290,50 | 24        | Gick inte vidare | Gick inte vidare |
| 25        | Donato Neglia       | Chile                   | 289,65 | 25        | Gick inte vidare | Gick inte vidare |
| 26        | Martynas Lisauskas  | Litauen                 | 276,70 | 26        | Gick inte vidare | Gick inte vidare |
| 27        | Jack Ryan           | USA                     | 270,10 | 27        | Gick inte vidare | Gick inte vidare |
| 28        | Elias Petersen      | Sverige                 | 265,30 | 28        | Gick inte vidare | Gick inte vidare |
| 29        | Frandiel Gómez      | Dominikanska republiken | 263,70 | 29        | Gick inte vidare | Gick inte vidare |
| 30        | Vyacheslav Kachanov | Uzbekistan              | 258,45 | 30        | Gick inte vidare | Gick inte vidare |
| 31        | Hanis Jaya Surya    | Malaysia                | 258,00 | 31        | Gick inte vidare | Gick inte vidare |
| 32        | Cédric Fofana       | Kanada                  | 255,55 | 32        | Gick inte vidare | Gick inte vidare |
| 33        | Rafael Borges       | Brasilien               | 248,80 | 33        | Gick inte vidare | Gick inte vidare |
| 34        | Sebastian Konecki   | Litauen                 | 243,55 | 34        | Gick inte vidare | Gick inte vidare |
| 35        | Kim Yeong-taek      | Sydkorea                | 242,90 | 35        | Gick inte vidare | Gick inte vidare |
| 36        | Irakli Sakandelidze | Georgien                | 223,35 | 36        | Gick inte vidare | Gick inte vidare |
| 37        | Nikola Paraušić     | Serbien                 | 210,55 | 37        | Gick inte vidare | Gick inte vidare |
| 38        | Avvir Tham          | Singapore               | 198,05 | 38        | Gick inte vidare | Gick inte vidare |
| 39        | Hemam London Singh  | Indien                  | 197,05 | 39        | Gick inte vidare | Gick inte vidare |
| 40        | Surajit Rajbanshi   | Indien                  | 192,20 | 40        | Gick inte vidare | Gick inte vidare |
| 41        | José Calderón       | Dominikanska republiken | 188,55 | 41        | Gick inte vidare | Gick inte vidare |
| 42        | Adityo Restu Putra  | Indonesien              | 185,15 | 42        | Gick inte vidare | Gick inte vidare |
| 43        | Curtis Yuen         | Hongkong                | 179,00 | 43        | Gick inte vidare | Gick inte vidare |
| 44        | Dulanjan Fernando   | Sri Lanka               | 150,40 | 44        | Gick inte vidare | Gick inte vidare |
| 45        | Anathi Shozi        | Sydafrika               | 128,45 | 45        | Gick inte vidare | Gick inte vidare |